# I bastardi di Pizzofalcone (historieta)
I bastardi di Pizzofalcone (en español, Los bastardos de Pizzofalcone) es una historieta italiana de género policíaco de la casa Sergio Bonelli Editore.
Es la adaptación en historietas - con personajes zoomorfos - de la serie de novelas del Inspector Lojacono, creado por el escritor Maurizio De Giovanni.
Apareció por primera vez en abril de 2019 en la serie Romanzi a fumetti Bonelli.

## Argumento y personajes
Después del arresto de cuatro agentes por tráfico de drogas, el equipo de la comisaría de Pizzofalcone, en Nápoles, está a la deriva. La mala fama le ha hecho ganar el nombre de bastardos de Pizzofalcone.
Por eso, se le asignan nuevos policías: el comisario Luigi Palma, el inspector siciliano Giuseppe Lojacono, el violento Francesco Romano, la joven Alessandra Di Nardo y el vanidoso Marco Aragona, a los cuales se añaden la sargento Ottavia Calabrese y el anciano agente Giorgio Pisanelli, quienes ya trabajaban en la comisaría. Cada uno de ellos tiene un pasado problemático y esta es su última oportunidad de probarse.